# Příznak přenosu
Příznak přenosu (anglicky carry flag, odtud označení C respektive CF) je jeden z bitů registru příznaků v procesoru. Bývá nastavován jako výsledek aritmetických strojových instrukcí v případě, kdy dojde k přenosu nebo výpůjčce na nejvýznamnějším bitu. Tak je například možné sčítat nebo odčítat i čísla příliš velká, než aby je aritmeticko-logická jednotka dokázala zpracovat v jednom kroku: nejdříve se provede operace na (nej)nižším slově a pak se provede na vyšším, přičemž bere v úvahu stav příznaku přenosu. Například na procesorech architektury x86 je dvojice instrukcí ADD (sčítání) a ADC (anglicky add with carry – sčítání s přenosem), přičemž první stav příznaku přenosu pouze nastavuje, druhá ho navíc i přičítá k nejméně významnému bitu. Podobně je zde i dvojice instrukcí SUB (odečti) a SBB (subtract with borrow – odečti s výpůjčkou)
Podle příznaku přenosu také může být proveden či neproveden podmíněný skok, například na procesorech architektury x86 je dvojice instrukcí JC (anglicky jump if carry – skoč při přenosu) a JNC (jump if not carry – skoč, není-li přenos).
Další využití příznaku přenosu je v instrukcích bitových posunů.